# ريان رامزي
ريان رامزي هو لاعب هوكي الجليد كندي، ولد في 18 مايو 1983 في أجاكس في كندا.

## وصلات خارجية
- ريان رامزي على موقع دوري الهوكي الوطني (الإنجليزية)
- ريان رامزي على موقع EliteProspects.com (الإنجليزية)
- ريان رامزي على موقع HockeyDB.com (الإنجليزية)